# Резенде, Нуно
Нуно́ Резенде́ (порт. Nuno Resende, полное имя порт. Nuno Guilherme de Figueiredo Resende; 25 июня 1973, Порту, Португалия) — португальский певец и актёр.

## Биография
Нуно́ — единственный ребёнок. Он поступил в французскую школу в Порту в возрасте 5 лет. Когда ему было 12, его семья переехала в Бельгию. В 1985 году его было приняли в Европейскую школу в Брюсселе. Он активно занимался спортом, участвовал в спортивных соревнованиях, как например теннисный турнир Espérance. Между 1993 и 1996 годом учился в École d’Éducation Physique, где получил диплом. Впоследствии он решил попробовать себя музыкальной карьере. В 1997 году принимает участие в «Pour la Gloire», конкурсе талантов на RTBF. В 1998 году Алек Мансион образует группу La Teuf, в котором Нуно́ поёт. В 2000 году группа принимала участие в отборе к Песенному конкурсу Евровидение с песней «Soldat de l’amour». Группа дошла до финала, однако была исключена и распалась в том же году. В 2005 году представлял Бельгию на песенном конкурсе «Евровидение-2005» с песней «Le grand soir», написанной Алеком Мансионом и Фредериком Зейтуном.